# Juicio a Alberto Fujimori
El expresidente peruano Alberto Fujimori fue detenido, juzgado y condenado por varios delitos relacionados con corrupción y violaciones de derechos humanos ocurridos durante su gobierno. Fujimori fue presidente de 1990 a 2000. Su presidencia terminó cuando huyó del país en medio de un escándalo de corrupción.
Después de que Fujimori huyera a Japón, el Gobierno de Perú solicitó su extradición. Sin embargo, debido a que Japón reconoce a Fujimori como ciudadano japonés en lugar de peruano en virtud de la norma de la nacionalidad dominante, y dado que Japón se niega a extraditar a sus ciudadanos a otros países, Fujimori no fue extraditado desde Japón.
Buscado en Perú, Fujimori mantuvo un exilio autoimpuesto hasta su detención mientras visitaba Chile en noviembre de 2005. En septiembre de 2007 fue extraditado a Perú para enfrentarse a cargos penales.
En diciembre de 2007, Fujimori fue declarado culpable de ordenar un registro e incautación ilegales, y condenado a seis años de prisión. La Corte Suprema de Perú confirmó la sentencia tras su apelación. En abril de 2009, Fujimori fue declarado culpable de violaciones de derechos humanos y condenado a 25 años de prisión por su participación en asesinatos y secuestros cometidos por el escuadrón de la muerte grupo Colina durante la lucha de su gobierno contra las guerrillas izquierdistas en la década de 1990.
La sentencia, dictada por un tribunal de tres jueces, supuso la primera vez en la historia que un jefe de Estado electo ha sido extraditado a su país de origen, juzgado y condenado por violaciones de los derechos humanos. En concreto, Fujimori fue declarado culpable de asesinato, lesiones y dos casos de secuestro. En julio de 2009, Fujimori fue condenado a siete años y medio de prisión por malversación de fondos tras admitir haber entregado 15 millones de dólares del erario peruano a Vladimiro Montesinos. Dos meses después se declaró culpable en un cuarto juicio por cohecho y recibió una condena adicional de seis años. Según la legislación peruana, todas las condenas deben cumplirse simultáneamente, con una duración máxima de la pena de prisión de 25 años.
El 24 de diciembre de 2017, el entonces presidente Pedro Pablo Kuczynski lo indultó por motivos de salud. La Corte Suprema de Perú anuló el indulto en octubre de 2018, dictaminando que los crímenes de lesa humanidad son imperdonables.

## Cronología

### 2003
La Comisión Interamericana de Derechos Humanos (CIDH) incluyó el tema de la extradición de Alberto Fujimori en su evaluación sobre la situación de los derechos humanos en el Perú. Este antecedente fue propuesto por la Coordinadora Nacional de Derechos Humanos.

### 2004
Se incluyó el documento de la Comisión de la Verdad y Reconciliación.

### 2005
6 de noviembre: Fujimori es detenido en Chile 10 horas después de que arribara a ese país como turista en un avión privado y se hospedara en el Hotel Marriott. Su vuelo partió desde la ciudad de Tokio, ciudad donde se encontraba desde noviembre de 2000, e hizo escala en México. Desde Chile, Fujimori buscó utilizar las leyes chilenas para filtrar la cantidad de denuncias que había en su contra y buscar ser juzgado por la menor cantidad de delitos, luego fue detenido en la prisión de la Escuela de la Policía de Investigaciones de Chile por decisión del ministro de la Corte de Apelaciones, Orlando Álvarez.
23 de diciembre: Fujimori pierde el derecho a antejuicio.
Para el proceso de extradición, se consideraron tres sentencias importantes: homicidio calificado, lesiones graves y secuestro agravado. Según el constitucionalista Amadeo Javier Flores Carcagno, la falta de una sólida evidencia más allá de los recortes periodísticos, ralentizó este proceso. A mediados de 2007, la fiscal de la Corte Suprema, Mónica Maldonado, entregó el informe que recomienda extraditar al exmandatario. Para la aprobación del proceso de extradición se tomó en cuenta el trabajo del periodista Umberto Jara, testimonios de exmiembros del Servicio de Inteligencia Nacional (SIN), la declaración de Santiago Martín Rivas (líder del Grupo Colina) al periodista Gilberto Hume y la declaración del exministro del régimen Alberto Bustamante.

### 2007
10 de septiembre: Se consigue un acuerdo definitivo para su extradición.
22 de septiembre: Fujimori llega a Lima extraditado y es recluido en las instalaciones de la Dirección de Operaciones Especiales de la Policía Nacional del Perú.
10 de diciembre: La Sala Penal Especial de la Corte Suprema inicia el “mega juicio” por las matanzas de Barrios Altos y La Cantuta. En este evento, se solicitó la justificación de la ley de amnistía dictada en 1995.
11 de diciembre: Es condenado a seis años de prisión por el delito de usurpación de funciones cometido durante el allanamiento de la casa de Trinidad Becerra, esposa de Vladimiro Montesinos.

### 2008
4 de enero: Se reanuda el juicio por las matanzas de Barrios Altos y La Cantuta.
27 de febrero: El oficial del ejército acusado de dirigir el grupo Colina, Santiago Martín Rivas, niega que éste haya existido.
30 de junio: Vladimiro Montesinos, aseguró que Fujimori es inocente de los cargos de violación de derechos humanos por los que viene siendo juzgado.

### 2009
12 enero: Fiscalía sustenta acusación contra Alberto Fujimori en la última etapa del juicio que se le sigue por violaciones a los derechos humanos. 
19 enero: concluye la ronda de alegatos finales de la Fiscalía. 
28 febrero: La defensa de Fujimori concluye sus alegatos finales
1 de marzo: Alberto Fujimori realiza su alegato de defensa ante la Sala Penal Especial de la Corte Suprema.
7 de marzo: La Sala Penal Especial de la Corte Suprema dicta sentencia final. Alberto Fujimori es condenado a veinticinco años de prisión.
31 de diciembre: Se ratifica la sentencia en última instancia.

## Controversia en la condena por «crimen de lesa humanidad»
En el juicio a Fujimori, el juez San Martín hizo referencia al concepto de «crimen de lesa humanidad». La aplicación de ese concepto fue motivo de controversia. Aunque la Constitución de 1993, los acuerdos de la Corte Interamericana de Derechos Humanos no fueron determinados como constitucionales, en 2011 el Tribunal Constitucional declaró que ese tipo de delitos son imprescriptibles sin importar el año.
Asimismo, la Corte Suprema del Poder Judicial concluyó que los delitos de homicidio calificado y lesiones graves, mencionados en el fundamento, constituyen crímenes contra la Humanidad, según el Derecho Internacional Penal. La sentencia emitida bajo el Estatuto de Roma (firmado por Perú en 2002), se encuentra en concordancia con el Sistema Interamericano de Derechos Humanos, ya que el juicio se llevó a cabo en cumplimiento de la legalidad, irretroactividad y especificidad de los tratados internacionales.
Por otro lado, en el ámbito penal local, Fujimori no fue condenado exactamente por ese delito, debido a que el Estado peruano no incorporó el concepto de «crimen de lesa humanidad» en su legislación nacional. Además, según César Nakazaki, quien fuera abogado de Fujimori, Chile negó la extradición por delito de lesa humanidad, argumentando que la extradición no se había solicitado por ese delito, sino por asesinato agravado y secuestro agravado. Personalidades políticas de la derecha conservadora, como el congresista Jorge Montoya y la comunicadora Vanya Thais, han manifestado que Fujimori nunca fue condenado por ese delito.

## Las partes en el juicio

### Ministerio Público
- Avelino Guillén
- José Antonio Peláez

### La parte civil
Gloria Cano Legua, Sandra Mendoza Jorgechagua, Lucy Chávez Valenzuela, Julio León Condorcahuana, Gustavo Campos Peralta, Cristián Solís Alcedo, Juan Ochoa Lamas, David Velazco Rondón, Rosa Quedena Zambrano, Ana Leyva Valera, Carlos Rivera Paz, Antonio Salazar García, Ronald Gamarra Herrera.

### La defensa
- César Nakazaki

## Indulto
Desde 2017, el entonces presidente Pedro Pablo Kuczynski inició el proceso para indultar a Alberto Fujimori. En 2023, se concedió el indulto por parte del Tribunal Constitucional.